# Trường Trung học phổ thông chuyên Chu Văn An, Hà Nội
Trường Trung học phổ thông Chuyên Chu Văn An (còn được gọi là Trường Chu Văn An, Trường Bưởi, Trường Chu hay trước đây là Trường Trung học phổ thông Quốc gia Chu Văn An, Trường PTTH Chuyên ban Chu Văn An) là một trường trung học phổ thông công lập ở Hà Nội. Được thành lập từ năm 1908, cho đến nay Chu Văn An là một trong những trường phổ thông được cho là lâu đời và giàu truyền thống nhất của nền giáo dục Việt Nam. Nhiều nhân vật nổi tiếng trong lịch sử Đông Dương từng học ở trường này.
Được người Pháp thành lập với tên chính thức Lycée du Protectorat (Trường Trung học Bảo hộ) thường được gọi với tên tiếng Việt là Trường Bưởi. Năm 1945, trường được đổi tên thành Quốc lập Trung học hiệu Chu Văn An dưới thời Chính phủ Trần Trọng Kim (tháng 4 năm 1945) và giữ cái tên này từ đó cho tới nay. Cơ sở của trường ban đầu được đặt tại làng Thụy Khuê (nay là phường Thụy Khuê) bên cạnh hồ Tây, sau một thời gian phải sơ tán đi nhiều nơi do hoàn cảnh chiến tranh, trường chuyển về địa điểm cũ từ năm 1955 và cố định ở đó đến hiện tại.

## Lịch sử

### Giai đoạn 1908 - 1945
Ngày 9 tháng 12 năm 1908, Toàn quyền Đông Dương Klobukowski ra quyết định thành lập Collège du Protectorat (Trường Thành chung Bảo hộ - tương đương trường cấp II hiện nay) trên cơ sở sáp nhập Trường Thông ngôn Bờ sông, Trường trung học Jules Ferry Nam Định và lớp Sư phạm (Cours normal) phố Pottier (nay là phố Bảo Khánh). Năm 1931, trường được nâng cấp thành một lycée (tương đương cấp trung học phổ thông hiện nay) - Lycée du Protectorat (Trường Trung học Bảo hộ). Tuy nhiên do trường được xây dựng trên đất làng Thụy Khuê (thời Hậu Lê là nơi đặt điện Thụy Chương) ở vùng Kẻ Bưởi, ven hồ Tây nên người dân vẫn gọi là trường Bưởi. Trường Bưởi được cho là cái tên mà các học sinh có tinh thần phản kháng lại người Pháp dùng khi đề cập đến trường nhằm không gọi cái tên chính thức người Pháp đặt.
Cuối năm 1943 do Chiến tranh thế giới thứ hai lan rộng, trường phải sơ tán một phần về Tu chủng viện Phúc Nhạc (Ninh Bình) và phần còn lại vào Thanh Hóa, mãi đến giữa năm 1945 mới quay lại Hà Nội. Tuy vậy số lượng học sinh của trường vẫn tăng đều trong khoảng thời gian từ 1937 (190 học sinh) đến 1944 (424 học sinh). Sau khi Nhật đảo chính Pháp, ngày 12 tháng 6 năm 1945, Khâm sai Bắc Bộ Phan Kế Toại ra quyết định đổi tên trường thành Quốc lập Trung học hiệu Chu Văn An - lấy theo tên vị danh sư Chu Văn An dưới thời nhà Trần và cử giáo sư Nguyễn Gia Tường làm hiệu trưởng, đây là hiệu trưởng người Việt đầu tiên của trường Bưởi - Chu Văn An. Tên Trường Chu Văn An được giữ từ ngày đó đến nay, dù có lúc phải sơ tán, phải chia đôi trong Chiến tranh Đông Dương lần thứ nhất.
Sau khi ra lệnh đóng cửa trường Đông Kinh Nghĩa Thục năm 1907, người Pháp mở trường Trung học Bảo hộ theo mô hình giáo dục Pháp với mục đích đào tạo công chức trung-cao cấp người Việt cho bộ máy cai trị, nhưng cả Bắc Kỳ khi đó chỉ có trường Bưởi là lycée dành cho học sinh người Việt vì lycée Albert Sarraut (tiền thân của trường THPT Trần Phú) là của học sinh Pháp, họ lấy rất ít học sinh Việt (đây cũng là đối thủ chính của trường Bưởi trong thời gian này cả về thành tích học tập lẫn thể thao,) và mãi sau mới thêm mấy trường trung học nữa ở Hải Phòng, Nam Định,... Vì vậy nơi đây đã là cái nôi của lớp trí thức trẻ người Việt, một năm trường tuyển ở cả Bắc Kỳ đúng 120 chỉ tiêu (và tỉ lệ học sinh của toàn Bắc Kỳ khi đó cũng thấp nhất nước, khoảng 1 học sinh/10.000 người dân,) đậu vào trường Bưởi trong thời gian này được gọi là cả một tự hào lớn lao, học trò ra trường đi vào khắp các ngành kinh tế - văn hóa, những người đại diện phần đông là xuất sắc. Không chỉ có học sinh người Việt, trường Bưởi còn là nơi học tập của một số học sinh Lào và Campuchia trong đó phải kể tới Souphanouvong và Kaysone Phomvihane. Học phí thời gian này chừng 4 đồng Đông Dương một tháng, nên vấn đề giành học bổng để học tập là một vấn đề rất quan trọng.
Tuy nhà cầm quyền Pháp lúc bấy giờ không đề ra mục tiêu giáo dục tinh thần dân tộc, các học sinh trong trường đã thông qua những hành động cụ thể đi ngược lại chủ trương ban đầu đó. Họ tổ chức bãi khóa đòi ân xá nhà yêu nước Phan Bội Châu hay để tang Phan Chu Trinh, hưởng ứng phong trào Việt Minh, tham gia vào các nhóm luyện võ cổ truyền và truyền nhau các lời chào hỏi yêu nước học được từ thầy dạy võ của mình, cũng như xung đột với các cộng tác viên trường Albert Sarraut vốn học dành cho tầng lớp thượng lưu... Một số học sinh đã sớm tham gia các phong trào độc lập dân tộc như Ngô Gia Tự, Nguyễn Văn Cừ, Phạm Văn Đồng.

### Giai đoạn 1945 - 1954

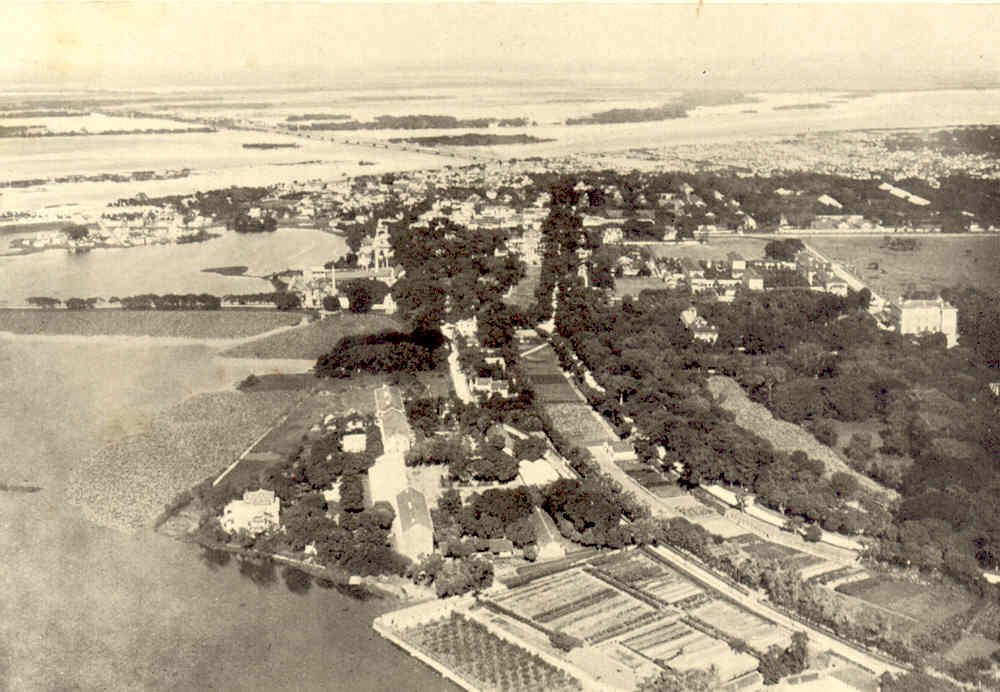
Toàn cảnh trường đầu thế kỉ 20

Sau Cách mạng tháng Tám trường phải học tạm ở thị xã Hà Đông vì trường phải dùng làm nơi đóng quân của quân đội Tưởng Giới Thạch. Đến đầu năm 1946, trường chuyển về Việt Nam Học xá (tức Đông Dương Học xá trước đó, nay là Đại học Bách khoa Hà Nội). Sau kỳ nghỉ hè 1946, trường lại chuyển về một trường trung học nữ Pháp (bây giờ là Tòa nhà Bộ Tư pháp).
Khi Chiến tranh Đông Dương lần thứ nhất bùng nổ, trường Chu Văn An được chia làm hai phân hiệu, một phân hiệu chuyển về vùng kháng chiến Đào Giã - Phú Thọ do thầy giáo Trần Văn Khang làm hiệu trưởng, phân hiệu thứ hai ở lại Hà Nội. Trong những năm Hà Nội bị tạm chiến, nhà trường bị binh đoàn xe tăng Pháp chiếm đóng, nên thầy và trò phải tạm trú tại trường nữ sinh Đồng Khánh (nay là trường Trưng Vương) ở phố Hàng Bài, sau lên Cửa Bắc chung với trường Sư phạm Đỗ Hữu Vị cũ (nay là trường Phan Đình Phùng). Sau ngày giải phóng Thủ đô tháng 10 năm 1954, trường Chu Văn An mới lại trở về địa điểm ban đầu cạnh hồ Tây.
Trong 9 năm chiến tranh, rất nhiều học sinh Chu Văn An đã gia nhập tự vệ và bộ đội Việt Minh. Nhiều người sau đó trở thành cán bộ cao cấp của chính quyền như Nguyễn Xiển, Phan Anh,... Một số sau này trở thành tướng lĩnh như Thượng tướng Đặng Vũ Hiệp, Thiếu tướng Nguyễn Đôn Tự...

### Giai đoạn 1954 - 1986

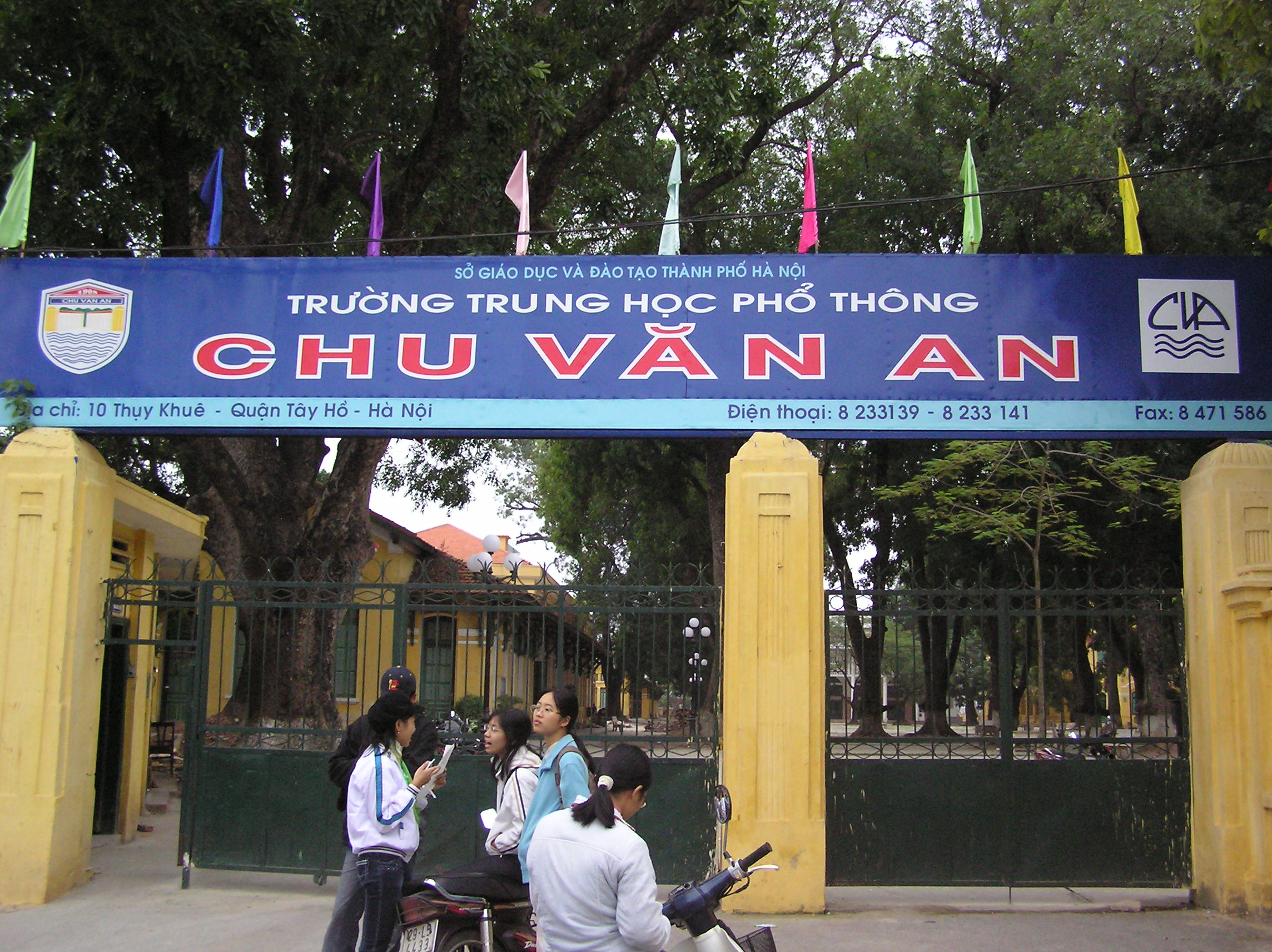
Cổng trường (cũ)

Vào thập niên 1950 vì thiếu giảng viên, do sau Hiệp định Genève 1954, một số các giáo viên học sinh di cư vào miền Nam Việt Nam, chính phủ có yêu cầu Pháp cung cấp một số giáo sư như ông bà Gérard Tongas sang thỉnh giáo ở trường Chu Văn An.
Trong giai đoạn chiến tranh Việt Nam, vì Không quân Mỹ đánh phá Hà Nội, trường lại phải sơ tán đi nơi khác một lần nữa, lần này là về Khoái Châu (Hưng Yên). Rất nhiều con em cán bộ tập kết miền Nam cũng đã học tập tại trường.
Nhiều học sinh Chu Văn An sau đó đã cầm súng chiến đấu ở chiến trường miền Nam, nhiều người đã trở thành liệt sĩ và được phong Anh hùng lực lượng vũ trang nhân dân như liệt sĩ - bác sĩ Đặng Thuỳ Trâm, liệt sĩ Nguyễn Văn Chư (học sinh miền Nam, được truy tặng danh hiệu Anh hùng). Nhiều học sinh và cả giáo viên của trường đã tham gia chiến đấu trong các binh chủng không quân, phòng không chống lại các cuộc không kích của Không quân Hoa Kỳ, trong đó có những người được phong anh hùng như Nguyễn Tiến Sâm, Vũ Xuân Thiều.
Cho đến trước năm 1986, trường Chu Văn An là trường có lớp chuyên Toán duy nhất của Sở Giáo dục và Đào tạo Hà Nội, nơi đã đào tạo nhiều thế hệ học sinh chuyên Toán giành thành tích cao trong các cuộc thi Học sinh giỏi Quốc gia, các kì thi Olympic Toán Quốc tế và sau đó đã thành công trên nhiều lĩnh vực, tiêu biểu như GS-TSKH Nguyễn Hữu Việt Hưng, chủ nhiệm bộ môn Đại số tuyến tính trường Đại học Khoa học Tự nhiên, Đại học Quốc gia Hà Nội, PGS-TS Trương Gia Bình, tổng giám đốc công ty FPT, PGS-TS Đào Tiến Khoa, giám đốc Trung tâm tính toán cơ bản, Viện Khoa học và Kỹ thuật hạt nhân.

### Từ năm 1986 đến nay

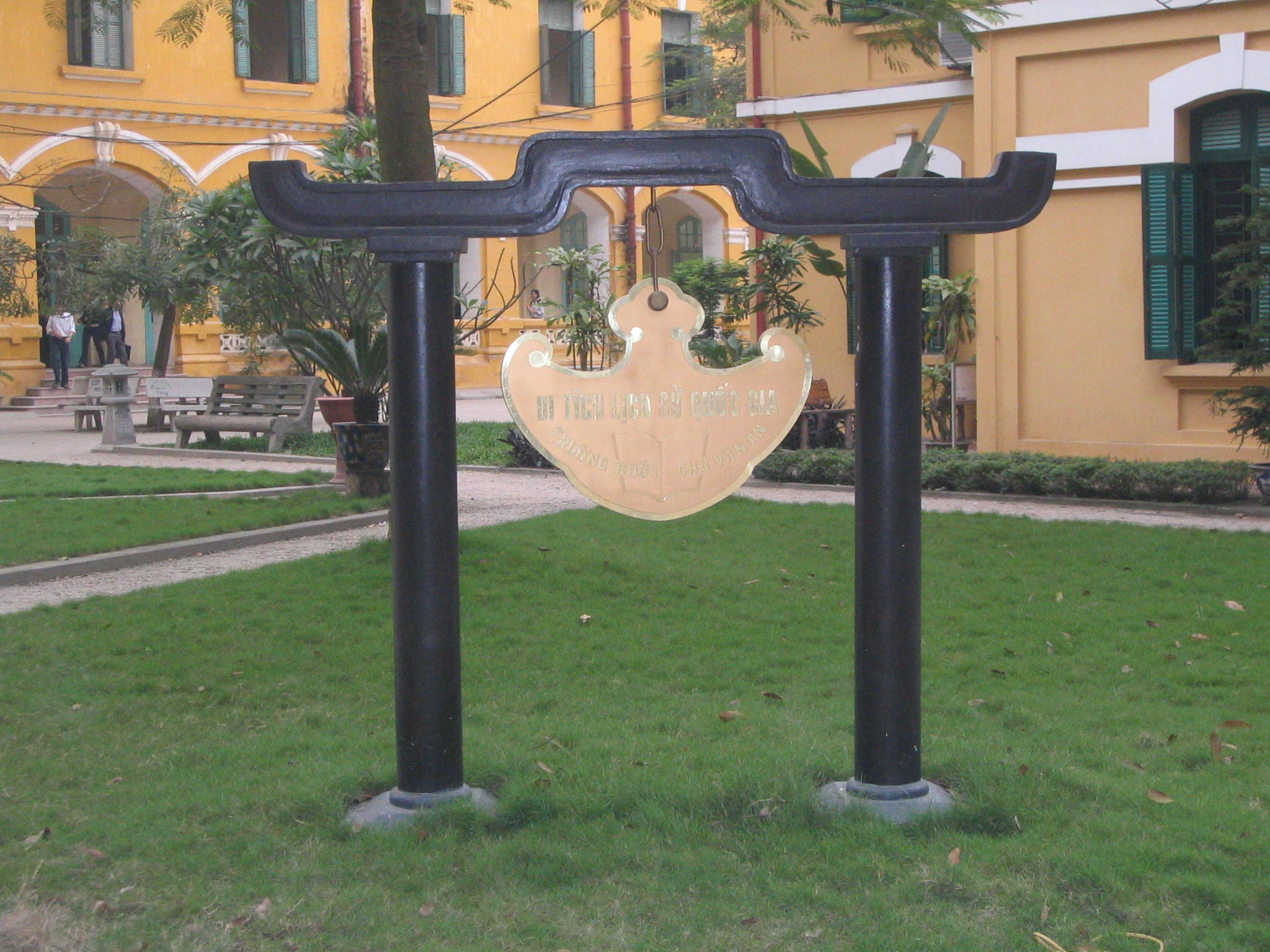
Biển di tích lịch sử cấp quốc gia

Từ năm 1986, các giáo viên và học sinh nòng cốt của trường được Sở Giáo dục và Đào tạo Hà Nội cử sang xây dựng trường chuyên mới của Hà Nội, trường Trung học phổ thông chuyên Hà Nội - Amsterdam. Do đó, Chu Văn An mất vị trí dẫn đầu về chất lượng giáo dục ở Hà Nội. Từ năm 1970 đến năm 1993, trường cấp III Chu Văn An chia sẻ cơ sở vật chất với trường cấp III Ba Đình theo hình thức một trường buổi sáng, một trường buổi chiều, hai trường hợp nhất làm một từ tháng 1 năm 1993.
Ngày 17 tháng 2 năm 1995, Thủ tướng Võ Văn Kiệt đã ra quyết định xây dựng trường Chu Văn An trở thành một trong 3 trường trung học phổ thông trọng điểm quốc gia của Việt Nam. Cùng với trường Quốc học Huế và trường chuyên Lê Hồng Phong Thành phố Hồ Chí Minh, trường Chu Văn An bước sang một giai đoạn mới, giai đoạn đầu tư cơ sở mạnh mẽ cơ sở vật chất và đội ngũ giáo viên, tiến tới kỉ niệm 100 năm ngày thành lập.
Ngày 6 tháng 11 năm 2004, trường Chu Văn An đã được nhận bằng di tích lịch sử văn hóa cấp quốc gia Việt Nam. Lễ kỷ niệm 100 năm thành lập trường được tổ chức vào hai ngày 16 và 17 tháng 5 năm 2008.
Ngày 15 tháng 1 năm 2025, theo Quyết định số 266/QĐ-UBND, UBND thành phố Hà Nội quyết định tổ chức lại Trường THPT Chu Văn An thành Trường THPT chuyên Chu Văn An thuộc Sở GD&ĐT Hà Nội.

### Danh sách hiệu trưởng
| Thời gian                                                       | Hiệu trưởng      | Ghi chú                                                                   |
| --------------------------------------------------------------- | ---------------- | ------------------------------------------------------------------------- |
| 1914 - 1918                                                     | Muss             |                                                                           |
| 1925 - 1926                                                     | Lombriger        |                                                                           |
| 1936 - 1939                                                     | Léon Autigeon    |                                                                           |
| 1940 - 1945                                                     | Perruca          |                                                                           |
| 1944 - 1945                                                     | Dizes            | Giám học phân hiệu Chu Văn An sơ tán ở Phú Nhạc                           |
| Tháng 6 - 8 năm 1945                                            | Nguyễn Gia Tường | Hiệu trưởng người Việt đầu tiên được bổ nhiệm sau khi Nhật đảo chính Pháp |
| Tháng 8 - 9 năm 1945                                            | Dương Quảng Hàm  | Hiệu trưởng đầu tiên trong nước Việt Nam độc lập do Việt Minh bổ nhiệm    |
| 1948 - 1951                                                     | Phạm Xuân Độ     | Hiệu trưởng trường Chu Văn An tại Hà Nội thuộc Pháp                       |
| 1951 - 1953                                                     | Vũ Ngô Xán       | Hiệu trưởng trường Chu Văn An tại Hà Nội thuộc Pháp                       |
| 1953 - 1954                                                     | Mai Phương       | Hiệu trưởng trường Chu Văn An tại Hà Nội thuộc Pháp                       |
| 1945 - 1954                                                     | Trần Văn Khang   | Hiệu trưởng trường Chu Văn An tại vùng Đào Giã thuộc Việt Minh            |
| 1954 - 1958                                                     | Phạm Quang Hiếu  |                                                                           |
| 1958 - 1965                                                     | Hoàng Hùng       |                                                                           |
| 1965 - 1968                                                     | Hoàng Xuân Hoài  |                                                                           |
| 1985 - 1990                                                     | Nguyễn Đức Lưu   |                                                                           |
| 1984 - 1990                                                     | Vũ Thái Bình     |                                                                           |
| 1990 - 1993                                                     | Trần Thúy Lan    |                                                                           |
| 1993 - 1997                                                     | Phạm Đình Đậu    | Hiệu trưởng khi trường hợp nhất với trường Ba Đình                        |
| 1997 - 2008                                                     | Đinh Sĩ Đại      |                                                                           |
| 2008 - 2014                                                     | Chử Xuân Dũng    |                                                                           |
| 2014 - 2021                                                     | Lê Mai Anh       |                                                                           |
| 2022 - nay                                                      | Nguyễn Thị Nhiếp |                                                                           |
| Nguồn: Phòng truyền thống Trường Trung học phổ thông Chu Văn An |                  |                                                                           |

## Đào tạo

### Cơ cấu tổ chức
Trường được tổ chức với mô hình ban giám hiệu điều hành và quản lý chung với hiệu trưởng là Nguyễn Thị Nhiếp và 2 hiệu phó là cô Trần Thị Tuyến và thầy Lê Đại Hải (được bổ nhiệm từ năm học 2020-2021).
Công tác giáo dục được phân chia thành 15 bộ môn riêng biệt:
- Công nghệ
- Giáo dục công dân (GDCD)
- Giáo dục quốc phòng (GDQP)
- Hóa học
- Lịch sử
- Văn học
- Sinh học
- Thể dục
- Ngoại ngữ (gồm Tiếng Anh, Tiếng Nhật, Tiếng Pháp, Tiếng Hàn và Tiếng Trung)
- Tin học
- Toán học
- Vật lí
- Địa lí, và
- khối Song bằng. Học sinh theo học khối Song bằng học thêm 5 môn bên cạnh chương trình giáo dục phổ thông của Việt Nam: Kinh tế, Toán học, Vật lí, Hóa học và Tiếng Anh học thuật. Tất cả các môn này được dạy bằng Tiếng Anh và bám theo chương trình A-Level quốc tế của đại học Cambridge (Cambridge International AS & A Level), ngoại trừ môn Tiếng Anh học thuật (được dạy theo giáo trình Oxford EAP).

Ngoài ra còn các phòng ban thực hiện công tác phục vụ vận hành trường gồm:
- Văn thư,
- Thí nghiệm,
- Thư viện,
- Bảo vệ,
- Quản trị,
- Lao công và
- Y tế.

### Hệ thống lớp học

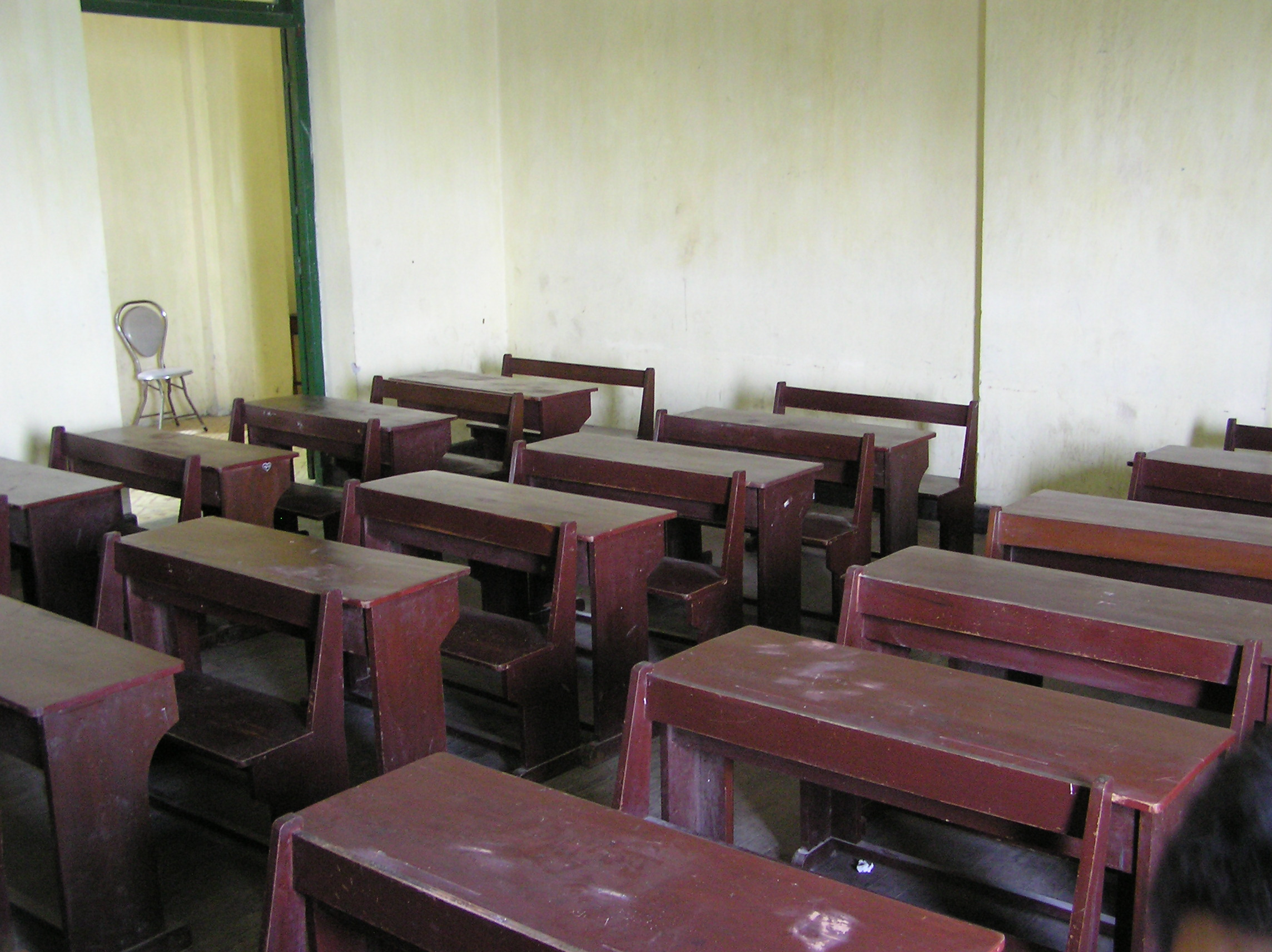
Một lớp học kiểu cổ với bàn ghế và sàn lát gỗ

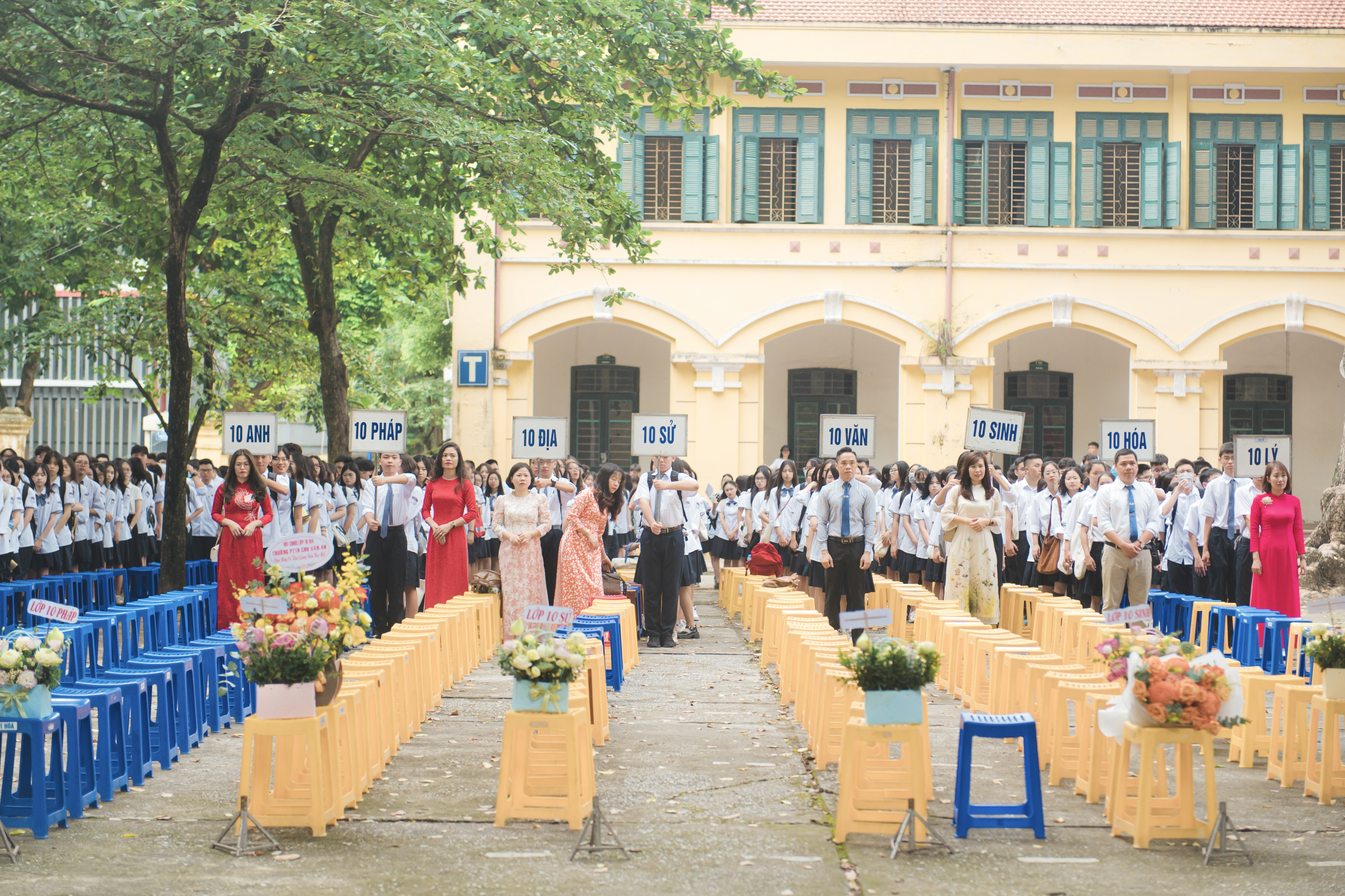
Học sinh trường THPT Chu Văn An trong Lễ khai giảng 2023-2024

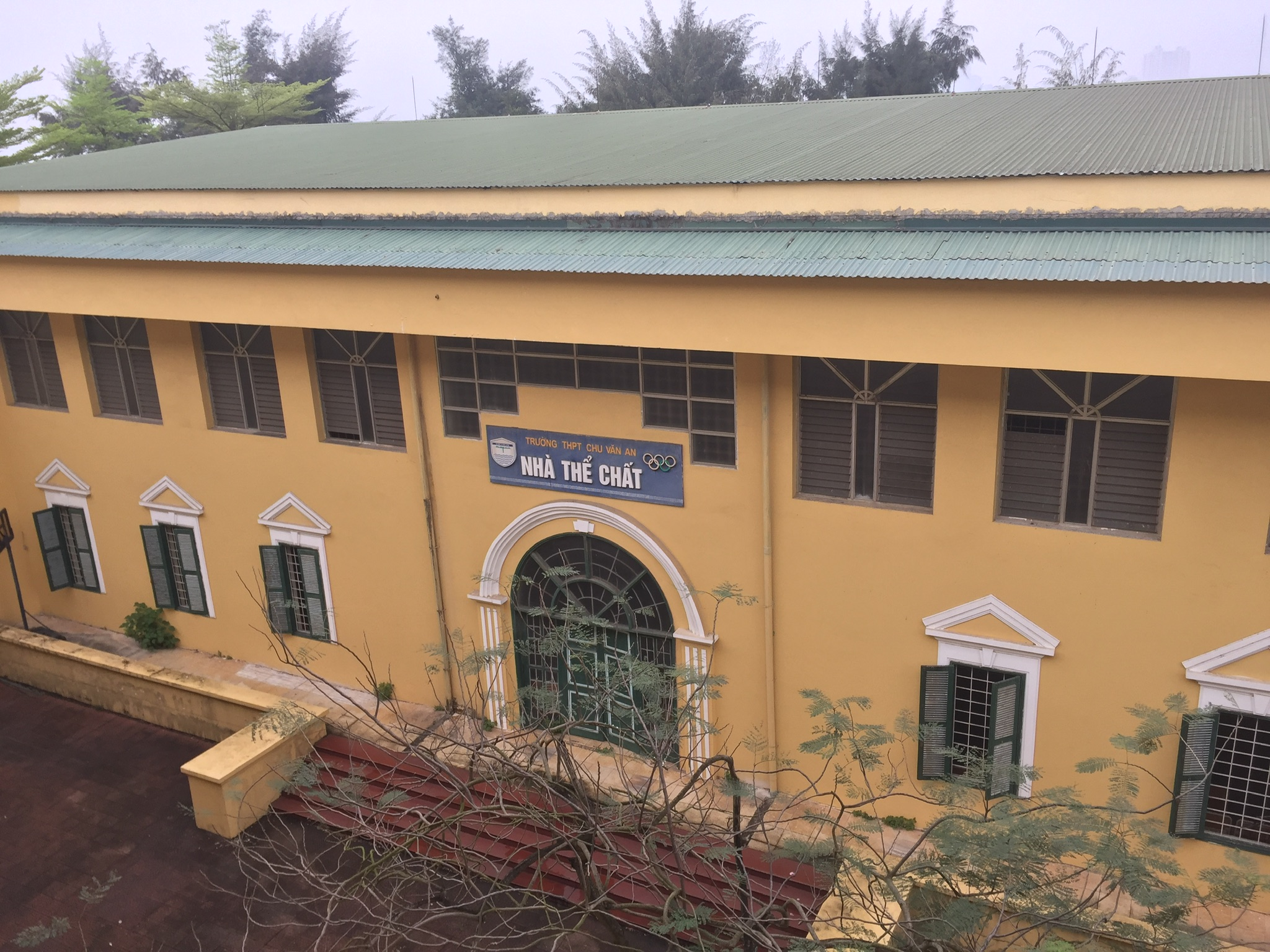
Nhà thể chất trường Chu Văn An

Tính cho đến niên khóa 2007 - 2010 Chu Văn An có khoảng trên 2.000 học sinh thuộc 3 khối 10, 11 và 12. Hệ thống lớp học của trường Chu Văn An bao gồm có 11 lớp chuyên: Toán, Lý, Hóa, Tin, Văn, tiếng Anh, tiếng Pháp, tiếng Nhật, Địa, Sử và Sinh. Đây là các lớp được dạy tăng cường (số tiết, khối lượng kiến thức nhiều hơn so với các lớp còn lại) các môn chuyên tương ứng. Học sinh của các lớp chuyên hàng năm có thể tham gia các kì thi học sinh giỏi cấp trường và thành phố. Ngoài ra, trường còn có 1 lớp song ngữ tiếng Pháp (F): đây là lớp thuộc hệ thống lớp song ngữ do Tổ chức Đại học Pháp ngữ (AUF) tài trợ và đào tạo, học sinh sẽ được dạy các môn chính khóa song song tiếng Pháp và tiếng Việt. Đôi khi lớp này được chia đôi sĩ số thành hai lớp F1 và F2. Ngoài các lớp chuyên trên, trường Chu Văn An còn có 7 lớp đào tạo chất lượng cao (từ A1 đến A7). Các lớp hệ B đã được bãi bỏ.
Từ niên khóa 2007 - 2010 Chu Văn An là trường trung học phổ thông đầu tiên tại Hà Nội mở lớp tiếng Nhật, đây là đề án hợp tác của Bộ Giáo dục Việt Nam và Đại sứ quán Nhật Bản tại Việt Nam.
Trong thời gian Bộ Giáo dục còn sử dụng hệ thống giáo dục phân ban (ban Tự nhiên - ban Xã hội) thì hệ thống lớp không chuyên của Chu Văn An được chia thành các lớp A (ban Tự nhiên - ban A) và các lớp C (ban Xã hội - ban C).
Trong niên khóa 2009 - 2012, nhà trường bắt đầu triển khai hệ thống lớp học mới, chia các lớp thành hai nhóm lớp chuyên và không chuyên. Nhóm lớp chuyên có các lớp: Toán, Tin, Nhật, Anh, Văn, Sử, Địa, Pháp 1, Pháp 2 (tăng cường), Lý (từ khóa 2011 - 2014), Hóa (từ khóa 2011 - 2014), Sinh (từ khóa 2011 - 2014). Nhóm lớp không chuyên có các lớp: A1, A2 theo định hướng khối A và D1, D2, D3 theo định hướng khối D.
Từ niên khóa 2017 - 2018, trường THPT Chu Văn An là trường công lập đầu tiên thí điểm đào tạo chương trình song bằng tú tài. Mỗi năm, trường tuyển 2 lớp song bằng, I1 và I2, với chỉ tiêu 50 học sinh cho cả 2 lớp.

### Kết quả đào tạo
Với tỷ lệ đỗ tốt nghiệp của học sinh thường xấp xỉ 100%, tỷ lệ đỗ đại học trên 70%, trường Chu Văn An được coi là cơ sở đào tạo cấp phổ thông trung học có chất lượng cao ở Hà Nội và Việt Nam. Cụ thể niên khóa 2006 - 2007 học sinh Chu Văn An có tỷ lệ đỗ tốt nghiệp đạt 99,1% (40,59% đỗ loại khá giỏi), tỷ lệ đỗ đại học đạt 78% với điểm thi trung bình 18,77 (xếp thứ 24 toàn quốc).
Trước năm 1986 do là trường duy nhất có lớp chuyên Toán của thành phố Hà Nội nên học sinh Chu Văn An luôn có thành tích tốt trong các kì thi học sinh giỏi quốc gia và quốc tế. Trong các kì thi Olympic Toán Quốc tế, học sinh Chu Văn An đã đạt được 6 huy chương, trong đó có 2 huy chương bạc và 4 huy chương đồng. Từ năm 1986, với việc Sở Giáo dục Hà Nội rút đội ngũ giáo viên và học sinh nòng cốt để thành lập trường chuyên mới Hà Nội - Amsterdam, trường Chu Văn An không còn là trường dẫn đầu về thành tích đào tạo ở Hà Nội.

## Vinh danh
Do thành tích dạy và học, trường đã được Nhà nước Việt Nam trao tặng:
- Huân chương Lao động hạng ba (năm 1964)
- Huân chương Lao động hạng nhì (năm 1992)
- Huân chương Độc lập hạng nhất (năm 1998)
- Danh hiệu Anh hùng Lao động thời kỳ đổi mới (năm 2013)

## Cơ sở vật chất
Chu Văn An có cơ sở vật chất pha trộn giữa phong cách kiến trúc của các nhà học kiểu Pháp đã gần 100 năm tuổi với các công trình mới được xây dựng trong thời gian gần đây nằm trong dự án xây dựng trường điểm quốc gia của chính phủ.

### Các nhà chính
Hệ thống các nhà chính gồm:
- 3 dãy nhà 3 tầng là nhà A, B và E;
- 2 dãy nhà 1 tầng là nhà C và D, được xây dựng từ thời Pháp và liên tục được cải tạo trên cơ sở giữ nguyên những nét kiến trúc cổ và tạo điều kiện học tập tốt nhất cho học sinh;
- nhà H, nơi có văn phòng của nhà trường;
- khu vực ký túc xá - căng tin (nhà K);
- một nhà học thực nghiệm (nhà T) gồm phòng đa phương tiện (multimedia), phòng đựng giáo cụ trực quan và đồ thí nghiệm, phòng thí nghiệm, phục vụ cho công tác thực hành thực nghiệm; và
- một nhà Hội đồng sư phạm (nhà S) gồm phòng Hội đồng các phòng học tiếng và tin học.

### Các cơ sở ngoại khóa khác
Về mảng tự học và ngoại khóa của học sinh, trường có:
- một thư viện,
- phòng truyền thống,
- một hội trường hiện đại với 200 chỗ ngồi tên là Hội trường Thăng Long,
- ba sân bóng đá, được tu sửa từ 3 sân đất,
- hai sân bóng rổ: một trong nhà (phòng thể chất), một ngoài trời (sân sau nhà A),
- một sân quần vợt (nay không còn được sử dụng),
- một phòng y tế (khu vực nhà D), và
- vườn trường.

Ngoài ra, trường còn có ký túc xá dành cho các học sinh ở xa và 3 căng tin: hai căng tin mới ở nhà K (ký túc xá) và căng tin cũ cạnh nhà I (nhà tập).

### Công trình kiến trúc khác

#### Nhà Bát Giác
Toà nhà cổ kính và đẹp nhất của trường là khu thư viện hay được gọi với cái tên Nhà Bát Giác, được xây dựng từ năm 1898. Ban đầu tòa nhà có tên Biệt thự Schneider (La villa Schneider) lấy theo tên người chủ căn biệt thự, một ông chủ xưởng giấy người Pháp tên là Henri Schneider. Sau đó tòa nhà được dùng làm nơi ở của Hiệu trưởng người Pháp của trường Trung học Bảo hộ. Năm 1999, với sự giúp đỡ tài chính của vùng Île-de-France (Pháp), tòa nhà đã được tu sửa và hiện được dùng làm thư viện của trường. Ngày nay phòng đọc đã được di chuyển xuống tầng hầm, các tầng còn lại được sử dụng làm phòng hiệu trưởng, phòng học đàn và phòng vi tính. Phòng truyền thống của trường vốn ở nhà Bát Giác đã được chuyển tới tòa nhà nằm sau khu Hội trường Thăng Long. Đây nguyên là nơi ở của ông hiệu phó trường trung học bảo hộ mới được xây dựng lại năm 2006.

#### Các bức tượng
Ngày 19 tháng 1 năm 2007, trường đã khánh thành bức tượng Danh sư Chu Văn An, một trong các công trình chuẩn bị cho lễ kỉ niệm 100 năm trường Bưởi - Chu Văn An.
Ngày 5 tháng 9 năm 2019, trong khuôn khổ lễ khai giảng năm học 2019-2020, trường đã khánh thành bức tượng liệt sĩ Đặng Thùy Trâm.

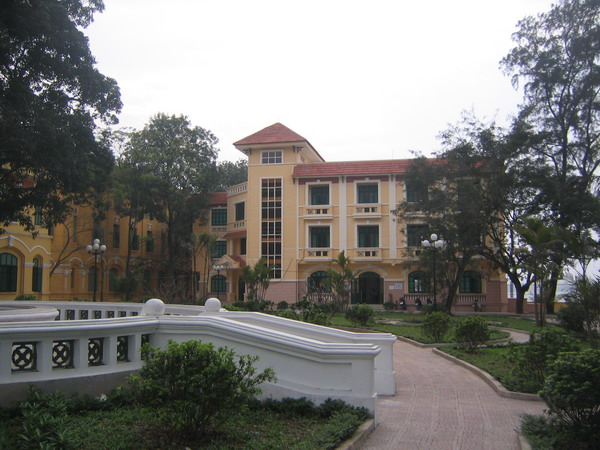
Khu ký túc xá mới
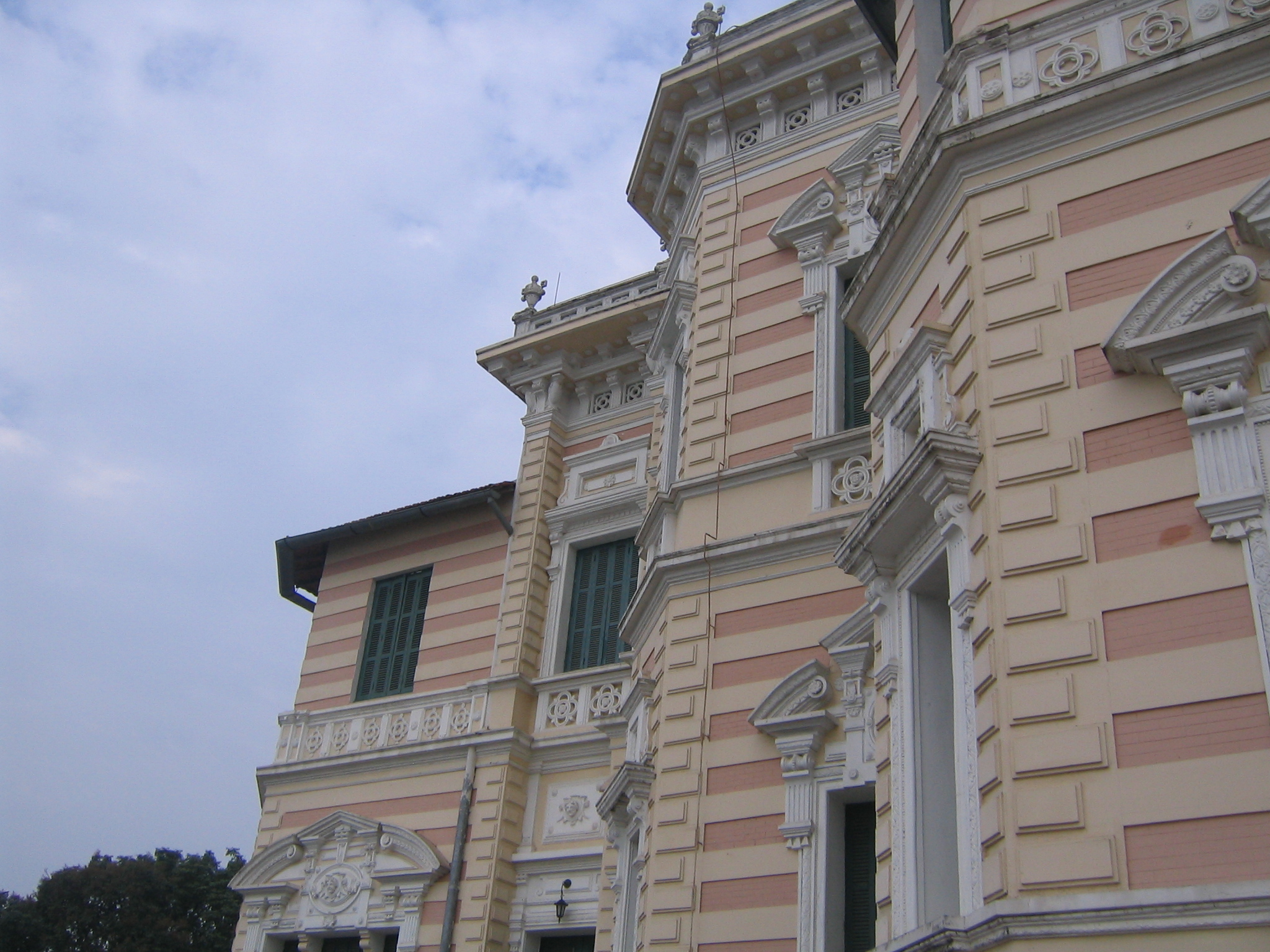
Nhà Bát Giác
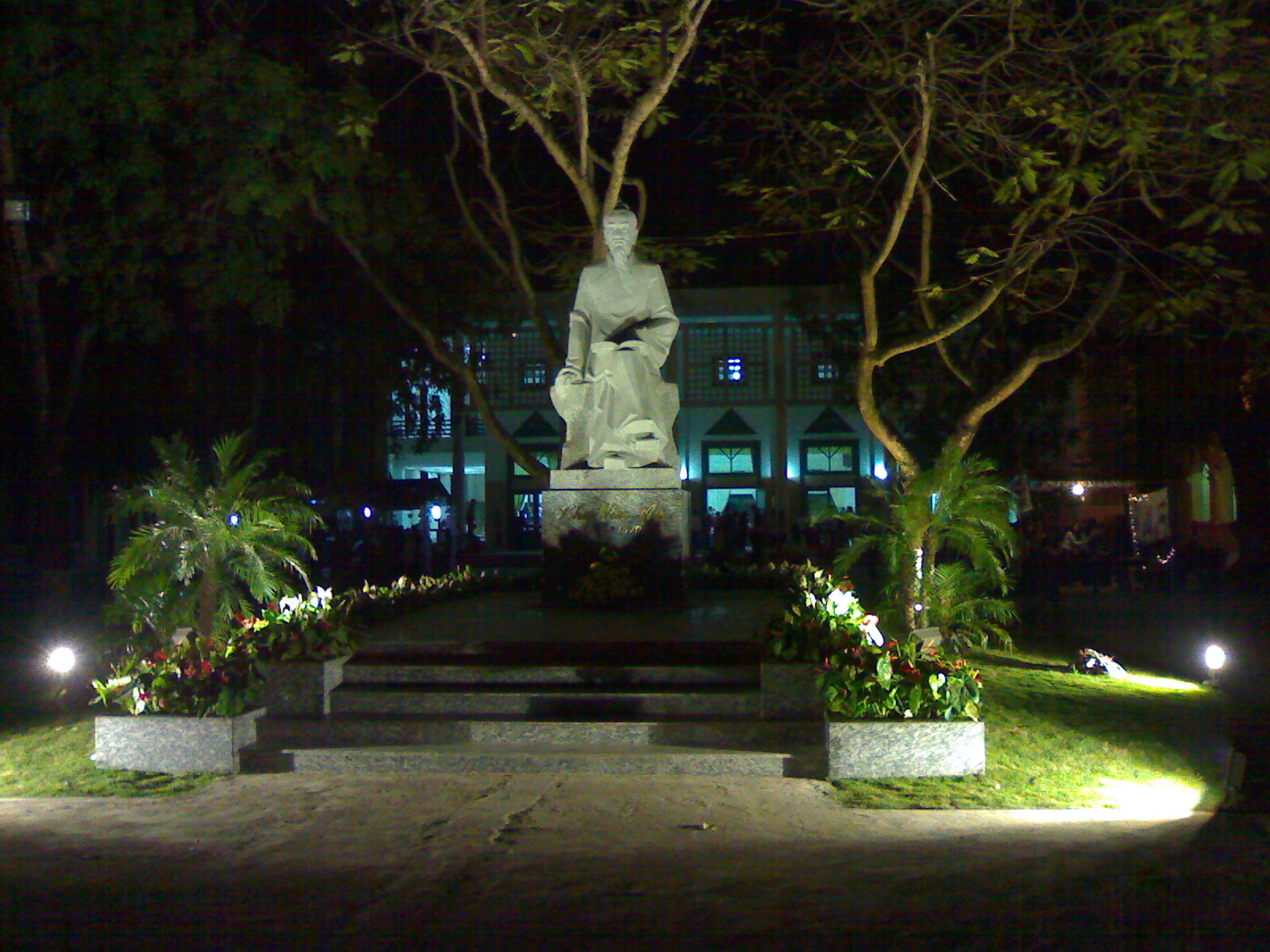
Tượng đài Chu Văn An
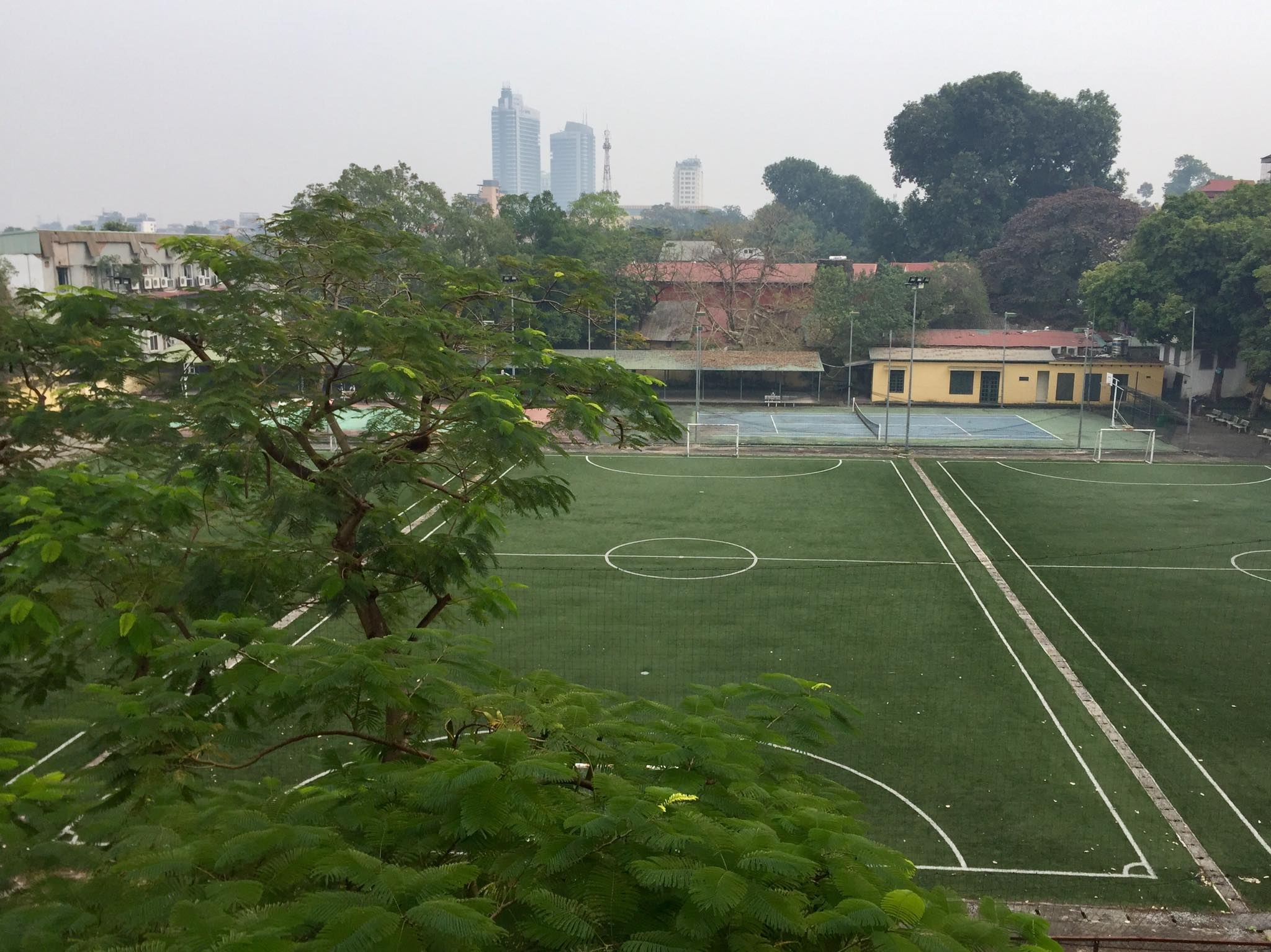
Sân vận động
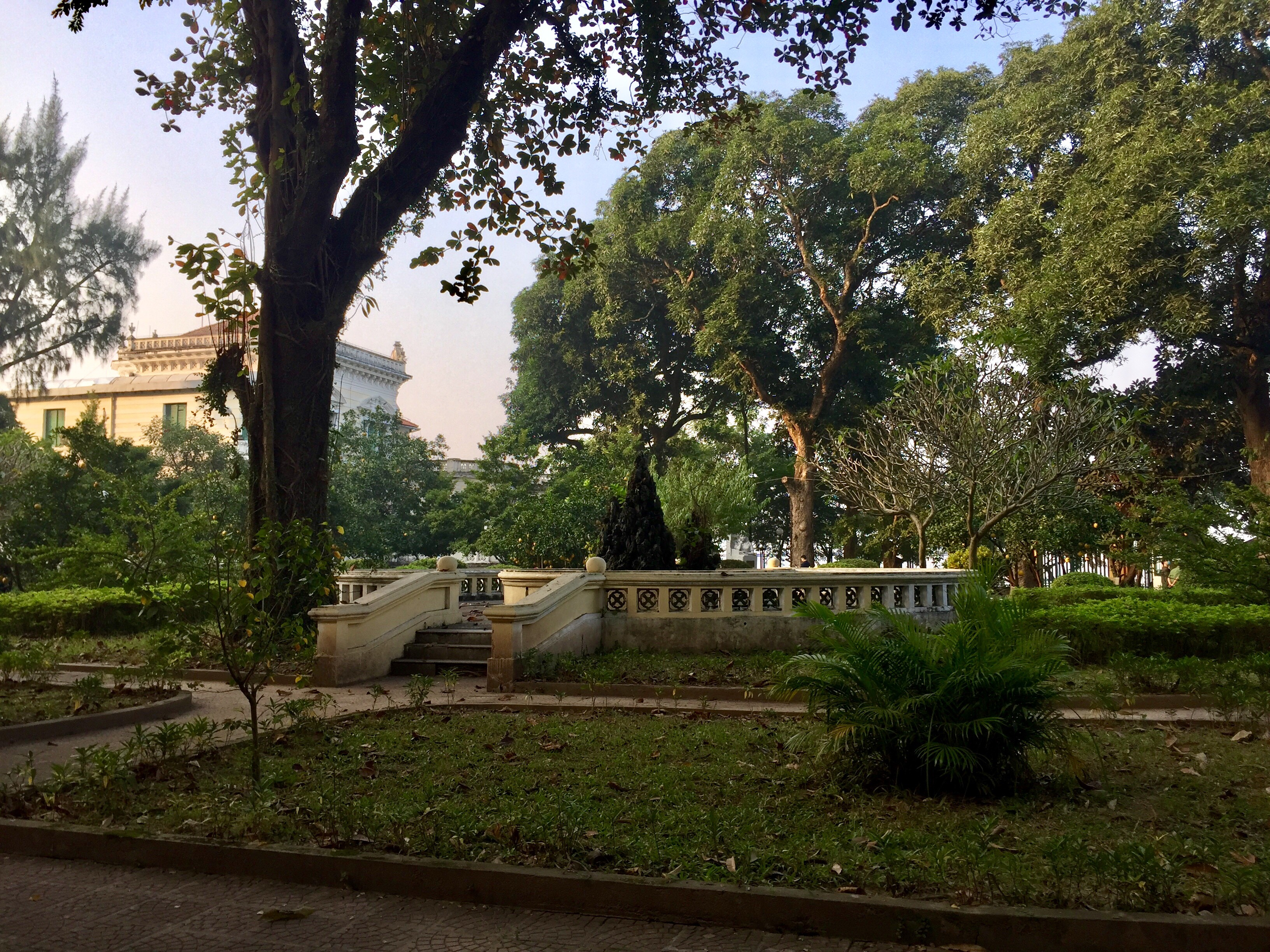
Vườn hoa chính
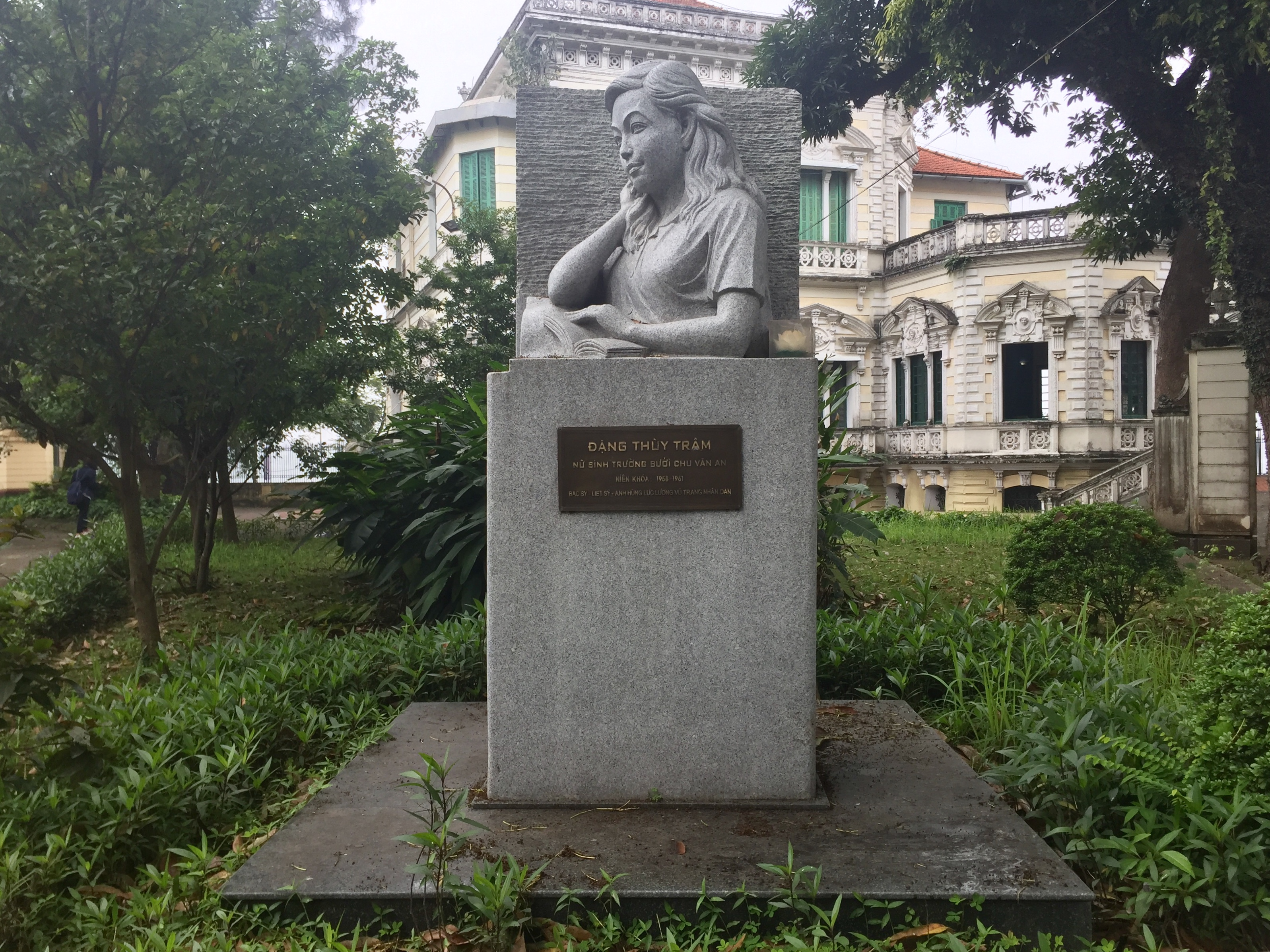
Tượng đài Đặng Thùy Trâm

## Trong văn hóa đại chúng
Với khung cảnh cổ kính nên thơ, trường Chu Văn An đã được chọn làm bối cảnh cho bộ phim 12A và 4H của đạo diễn Bùi Thạc Chuyên. Nguyên một lớp học đã được chọn làm diễn viên phụ cho bộ phim.
Ngôi trường cũng là bối cảnh cho mối tình tuổi học trò của hai nhân vật chính Kiên và Phương trong tiểu thuyết Nỗi buồn chiến tranh của Bảo Ninh.

## Giáo viên và cựu học sinh nổi tiếng
Với truyền thống lâu đời của mình, trường Bưởi – Chu Văn An đã là nơi học tập và giảng dạy của rất nhiều danh nhân trên mọi lĩnh vực của Việt Nam. Dưới đây là một số giáo viên và cựu học sinh nổi tiếng của trường Bưởi – Chu Văn An.

### Giáo viên
- Nguyễn Lân, nhà nghiên cứu, nhà giáo nhân dân, Giải thưởng nhà nước đợt I.
- Nguyễn Phan Chánh, họa sĩ tranh lụa, Giải thưởng Hồ Chí Minh đợt I.
- Dương Quảng Hàm[12] (1920 - 1946), giáo sư, liệt sĩ, nhà nghiên cứu văn học, nhà giáo dục.
- Hoàng Xuân Hãn (học sinh khóa 1926, giảng dạy từ năm 1936 đến năm 1939), học giả, người soạn thảo Chương trình giáo dục phổ thông đầu tiên của nước Việt Nam dưới thời chính phủ Trần Trọng Kim, Giải thưởng Hồ Chí Minh đợt II.
- Nguyễn Văn Huyên (1935 – 1938), nhà nghiên cứu văn hóa, Bộ trưởng Bộ Giáo dục nước Việt Nam Dân chủ Cộng hòa, Giải thưởng Hồ Chí Minh đợt II.
- Nguỵ Như Kon Tum,[31] (1941 – 1945) nhà vật lý, hiệu trưởng đầu tiên của Đại học Tổng hợp Hà Nội, nhà giáo nhân dân.
- Nguyễn Mạnh Tường,[32] luật sư, tiến sĩ, nhà nghiên cứu.
- Nguyễn Xiển,[13] (học sinh khóa 1925, giảng dạy từ năm 1935 đến năm 1937) nhà khí tượng học, Tổng Thư ký Đảng Xã hội Việt Nam.

### Học sinh

#### Nhân vật cách mạng,Việt Nam Dân chủ Cộng hòa,Việt Nam

##### Chính trị - quân sự
- Phan Anh,[14] luật sư, Bộ trưởng Bộ Quốc phòng nước Việt Nam Dân chủ Cộng hòa.
- Nguyễn Văn Cừ[33] (khóa 1928), Tổng Bí thư Đảng Cộng sản Đông Dương.
- Trịnh Đình Cửu, một trong những người tham gia thành lập chi bộ cộng sản đầu tiên ở Việt Nam.
- Nguyễn Khoa Điềm,[34] nhà thơ, bộ trưởng Bộ Văn hóa – Thông tin Việt Nam, Trưởng ban Tư tưởng – Văn hóa Trung ương, Giải thưởng Nhà nước.
- Phạm Văn Đồng,[35] (khóa 1924), Thủ tướng Việt Nam.
- Dương Đức Hiền,[36] tổng bí thư đầu tiên của Đảng Dân chủ Việt Nam.
- Đặng Vũ Hiệp (khóa 1941), thượng tướng Quân đội Nhân dân Việt Nam, Thứ trưởng Bộ Quốc phòng.
- Kaysone Phomvihane,[1] Tổng Bí thư Đảng Nhân dân Cách mạng Lào.
- Souphanouvong,[1] hoàng thân, Chủ tịch nước Cộng hòa Dân chủ Nhân dân Lào.
- Lê Trọng Tấn,[37] đại tướng, Tổng Tham mưu trưởng Quân đội Nhân dân Việt Nam, Thứ trưởng Bộ Quốc phòng.
- Nguyễn Cơ Thạch,[1] Bộ trưởng Bộ Ngoại giao, Phó Chủ tịch Hội đồng Bộ trưởng Cộng hòa Xã hội Chủ nghĩa Việt Nam.
- Vũ Xuân Thiều,[17] liệt sĩ – phi công Không quân Nhân dân Việt Nam, Anh hùng lực lượng vũ trang nhân dân.
- Nguyễn Tiến Sâm, phi công Không quân Nhân dân Việt Nam, Anh hùng lực lượng vũ trang nhân dân, Thứ trưởng Bộ Giao thông – Vận tải.
- Ngô Gia Tự[38] (khóa 1922), bí thư lâm thời của Xứ ủy Nam Kỳ.
- Lê Văn Luơng, trưởng ban tổ chức trung uơng, bí thư thành ủy Hà Nội.

Khoa học – giáo dục
- Tạ Quang Bửu (khóa 1926), nhà toán học, Bộ trưởng Bộ Quốc phòng, Bộ trưởng Bộ Đại học và Trung học chuyên nghiệp của nước Việt Nam Dân chủ Cộng hòa.
- Nguyễn Văn Chiển[39] (khóa 1934), giáo sư, nhà giáo nhân dân, nhà địa chất học, tổng biên tập Tập bản đồ (Atlas) Việt Nam, Giải thưởng Hồ Chí Minh đợt III.
- Bùi Huy Đáp[40] (khóa 1931), giáo sư, nhà nông học, Giải thưởng Hồ Chí Minh đợt I.
- Đỗ Xuân Hợp, nhà giải phẫu học, Giải thưởng Hồ Chí Minh đợt I.
- Nguyễn Đình Ngọc,[41] thiếu tướng Công an Nhân dân Việt Nam, nhà tình báo, Phó Chủ tịch Hội Vô tuyến Điện tử Việt Nam.
- Dương Trung Quốc,[42] nhà sử học, Tổng Thư ký Hội Khoa học Lịch sử Việt Nam, đại biểu Quốc hội.
- Trần Đức Thảo,[43] nhà triết học, Giải thưởng Hồ Chí Minh đợt II.
- Lê Văn Lan, giáo sư Sử học, đồng sáng lập Viện Lịch sử Việt Nam.
- Lê Văn Thiêm[44] (khóa 1936), nhà toán học, viện trưởng đầu tiên của Viện Toán học, Giải thưởng Hồ Chí Minh đợt I.
- Tôn Thất Tùng,[45] nhà giải phẫu học, giám đốc Bệnh viện Phủ Doãn, Giải thưởng Hồ Chí Minh đợt I.
- Nguyễn Khắc Viện[46] (khóa 1932), bác sĩ, nhà văn hóa, Giải thưởng Nhà nước đợt I.

Văn học - Nghệ thuật
- Ngô Xuân Diệu (Xuân Diệu) (khóa 1933), nhà thơ, Giải thưởng Hồ Chí Minh đợt I.
- Phạm Đình Chương (Hoài Bắc), nhạc sĩ tiêu biểu của nền Tân nhạc Việt Nam.
- Hồ Trọng Hiếu (Tú Mỡ)[14] (khóa 1915), nhà thơ, Giải thưởng Hồ Chí Minh đợt II.
- Nguyễn Công Hoan[39] (khóa 1920), nhà văn, Giải thưởng Hồ Chí Minh đợt I.
- Nam Trân (khóa 1924), nhà thơ, dịch giả, nhà văn, nhà cách mạng.
- Vũ Khắc Khoan, nhà văn, nhà viết kịch
- Nguyễn Hiến Lê[47] (khóa 1926), soạn giả, dịch giả.
- Dương Bích Liên,[48] họa sĩ, một trong bộ tứ Sáng - Nghiêm - Liên - Phái.
- Vũ Đình Liên[49] (khóa 1930), nhà thơ, tác giả bài thơ Ông đồ, nhà giáo nhân dân.
- Vương Trí Nhàn[50] (khóa 1958), nhà phê bình văn học, soạn giả.
- Võ An Ninh,[51] nhiếp ảnh gia, Giải thưởng Hồ Chí Minh đợt I.
- Hoàng Ngọc Phách[52] (khóa 1914), nhà văn, tác giả tiểu thuyết Tố tâm.
- Nguyễn Tường Tam (Nhất Linh), nhà văn, Bộ trưởng Bộ Ngoại giao trong Chính phủ Liên hiệp Kháng chiến Việt Nam Dân chủ Cộng hòa.
- Nguyễn Đình Thi[53] (khóa 1941), nhà thơ, nhà văn, nhạc sĩ, Tổng Thư ký Hội Nhà văn Việt Nam, Giải thưởng Hồ Chí Minh đợt I.
- Trần Tiến,[54] diễn viên kịch nói, nghệ sĩ nhân dân.
- Thanh Tùng,[55] nhạc sĩ nhạc trẻ.
- Tô Ngọc Vân,[56] họa sĩ, một trong bộ tứ Trí – Vân – Lân – Cẩn.
- Hoài Thanh,[57] nhà phê bình văn học, tác giả của Thi nhân Việt Nam.

Lĩnh vực khác
- Trương Gia Bình[58] (khóa 1971), sáng lập viên, chủ tịch hội đồng quản trị công ty FPT.
- Bùi Quang Ngọc[59] (khóa 1970), sáng lập viên, Tổng Giám đốc công ty FPT.
- Hoàng Đạo Thuý, nhà cách mạng, lãnh tụ phong trào Hướng đạo Việt Nam.
- Đặng Thuỳ Trâm[50] (khóa 1958), bác sĩ, liệt sĩ, Anh hùng lực lượng vũ trang nhân dân, tác giả Nhật ký Đặng Thùy Trâm.

#### Nhân vậtViệt Nam Cộng hòa
- Bùi Văn Bảo[60] (khóa 1940), nhà giáo, soạn giả.
- Nguyễn Cao Kỳ (khóa 1949 – 1950), Thủ tướng và Phó Tổng thống của Việt Nam Cộng hòa
- Vương Văn Bắc,[61] luật sư, Tổng trưởng Ngoại giao Việt Nam Cộng hòa